# Wally De Doncker
Wally De Doncker (Tielt, 19 mei 1958) is een Vlaams jeugdauteur.

## Biografie
De Doncker was leraar leesbevordering op de lagere school van het college van Dendermonde en is de grondlegger van de taalleesmethode "Leesdraak". Voor een aantal Vlaamse en Nederlandse tijdschriften schrijft hij bijdragen over de internationale dimensie van de kinder- en de jeugdliteratuur. Verder was hij president van IBBY-Internationaal (2014-2018) en maakte hij deel uit van de redactieraad van het Amerikaanse kritisch-literaire tijdschrift over kinder- en jeugdliteratuur The Lion and the Unicorn. Samen met vier andere Belgen kreeg hij in 2006 een aparte biografie in de Amerikaanse Oxford Encyclopedia of Children's Literature.
Op 11 september 2008 werd De Doncker in Kopenhagen door de algemene vergadering verkozen om te zetelen in het tienkoppig wereldbestuur van IBBY (The International Board on Books for Young People, een ngo die valt onder de koepel van de UNESCO). Op 12 september 2010 werd hij tijdens afgelopen wereldconferentie in het Spaanse Santiago verkozen tot vicepresident van IBBY. 
Op 13 september 2014 werd De Doncker in Mexico-Stad door afgevaardigden uit 74 landen verkozen tot president van deze wereldorganisatie. In zijn maidenspeech gaf hij aan dat het onaanvaardbaar is dat er nog steeds landen zijn die meisjes verbieden om te lezen en dat er overal in de wereld bibliotheken gesloten worden. Kinderen die het minder goed hebben verliezen daardoor hun recht op boeken en lezen. 
Op 21 augustus 2016 werd De Doncker in Auckland (Nieuw-Zeeland) als IBBY-president herkozen door afgevaardigden uit 76 landen. In zijn aanvaardingsspeech had hij het onder meer over de nieuwe uitdagingen die ontstaan zijn door de vluchtelingenproblematiek. 

Zolang er mensen zijn die honger lijden, zolang er kinderen zijn die in ellende moeten leven, in ongezonde steden moeten leven, zolang er kinderen zijn die geen kans maken op goed onderwijs, zolang er kinderen uitgesloten worden om te leren lezen … Zolang deze onrechtvaardigheid blijft bestaan, zal de sociale zekerheid in welvarende landen onder druk blijven staan en zullen de vluchtelingenstromen blijven toenemen. Daar kunnen we als IBBY-gemeenschap iets aan doen. Als wij er blijven voor zorgen dat kinderen de kans krijgen om te lezen en hierdoor toleranter en tegelijkertijd pleitbezorgers worden van humaniteit en verdraagzaamheid.
— 2016, De Doncker

Zijn boeken Een opa met gaatjes, Ik mis me, "Sarah" en Een touwtje naar de maan werden bewerkt voor theater. Bovendien was Ik mis me in 2005 de basis van de korte dansfilm Zus zonder zus en Ahum in 2007 voor een korte animatiefilm. De film Us Three/Nous Trois (2019, Blauwhuisproducties, Gent) werd geïnspireerd op het boek Ik mis me en werd gelauwerd als beste film op het Fic Autor Filmfestival in Mexico en op het Queen Palm International Film Festival in Florida (VS). Op 3 mei 2008 ging zijn eerste musical Ik ben op jou in de stadszalen van Sint-Niklaas in première.
Ook buitenlandse musea besteden aandacht aan De Donckers literaire werk: Het Kindermuseum in Berlijn zette tijdens het Internationaal Literatuurfestival in 2009 zijn boek Ahum drie dagen in de schijnwerpers. In Frankrijk kreeg de Franse Ik mis me veel aandacht. Het boek werd onder meer het thema van een tentoonstelling in Nantes en het boek stond in 2008-2009 tevens centraal in de tentoonstelling Vivant pour des vrai (2009) in Centre François Mitterrand in Villeneuve d'Asq. In 2012 was dit opnieuw het geval voor de studiedag "Des histoires, en corps" in Montreuil. De Nationale Bibliotheek van China organiseerde in augustus 2015 een seminarie en een paneldiscussie rond zijn Chinese boek Billie's Factory. In 2020 kreeg zijn boek Nian and the Boy de Outstanding Work Award uitgereikt door het Chinese Original Picture Book Research Institute en het Fu Lanya Picture Book Museum.
De Doncker was jurylid van de internationale prijs voor leesbevordering, de IBBY-ASAHI Reading Promotion Award 2012 en de Bologna Ragazzi Awards in 2016.

## Bewerkingen naar theater en film

### Theater
- Ik ben heel veel liefde, familietheater naar het boek Ik ben heel veel liefde, door beroepstheatergezelschap Sabine Goethals, Herman Verberckmoes en Mara Daerden, 2018-.
- Alleenzaamheid: In het land van Wally De Doncker, liedtheater op basis van de boeken Ik mis me, Nooit, Is Beter nog ver?, Van 12 tot 1, Van A tot Zet en Zeg me waar de bijen zijn?, regie: Niels Brandaan-Cotterinck, door beroepstheatergezelschap Het Fala-Collectief, 2014-2015.
- Opa met gaatjes, theatermonoloog op basis van het boek Een opa met gaatjes, regie: Bart Cardoen, door beroepstheatergezelschap Zamzam, 1999-2004, als verteltheater 2009-.
- Ik mis me, theater op basis van de trilogie Ik mis me, Wolken in het zand en Ahum, regie: Walter De Groote, door beroepstheatergezelschap Le Mal du Siècle, 2004-2007.
- Een touwtje naar de maan, theater op basis van het gelijknamige boek, regie: Griet Stevens, door beroepstheatergezelschap RAT, 2006-2009.
- Punt uit, jeugdtheater op basis van het boek Sarah en Romeo en Julia van Shakespeare, regie: Annemie Blommaert, door jeugdtheater O'Bergien, 2007.
- La reine des neiges (Compagnie du Balcon), 2011.
- Non, mais t'as vu ma tête (Compagnie Lucamoros), 2016.
- Toi et moi dix doigts, 2018-.

### Korte films
- Nous Trois, dansfilm geïnspireerd op het boek Ik mis me, Jonas Baeckeland, door productiehuis Blauwhuis 2019, 30 min.
- Zus zonder zus, dansfilm op basis van het boek Ik mis me, concept: Anne-Lore Baeckeland, scenografie: Saskia Louwaard, door Cacao Bleu Collectief, 2006, 13 min.
- Ahum, animatiefilm op basis van het gelijknamige boek, concept en scenario: Kristof Roose, muziek: Aranis, door Media Design Academy, 2007, 3 min. 30.

### Musical
- Ik ben op jou, originele tekst door Wally De Doncker, muziek: Michel Bisceglia, regie: Hugo Segers door SAMWD Sint-Niklaas, première 3 mei 2008, 126 min.

### Luisterspel
- Is Beter nog ver?, cd uitgegeven door Lannoo m.m.v. Kunstwerk(t) en Koor en Stem, 2010 (48 min.). Tekst: Wally De Doncker, muziek: Jan Coeck, regie: Bea Van Steelandt, stemmen: o.a. Warre Borgmans en Johan Heldenbergh.

## Muziek

### Cd's
- Is Beter nog ver?, cd uitgegeven door Lannoo m.m.v. Kunstwerk(t) en Koor en Stem, 2010 (48 min.), tekst: Wally De Doncker, muziek: Jan Coeck, uitvoerders: Warre Borghmans, Johan Heldenbergh e.a.
- Van A tot Zet, cd uitgegeven door Davidsfonds/Infodok 2010 (31 min.), tekst: Wally De Doncker, muziek: Florejan Verschueren, uitvoerders: Jelle Cleymans, Riet Muylaert e.a.
- Van 12 tot 1, cd uitgegeven door Davidsfonds/Infodok 2012 (31 min.), tekst: Wally De Doncker, muziek: Florejan Verschueren, uitvoerders: Jelle Cleymans, Riet Muylaert e.a.

### Dvd
- Ik ben op jou, dvd-productie De Moskovieten, 2008 (126 min.), tekst: Wally De Doncker, muziek: Michel Bisceglia.